# Letheobia
Letheobia es un género de serpientes de la familia Typhlopidae. Sus especies se distribuyen por África y Oriente Próximo.

## Especies
Se reconocen las 29 especies siguientes:
- Letheobia acutirostrata (Andersson, 1916)
- Letheobia caeca (Duméril, 1856)
- Letheobia crossii (Boulenger, 1893)
- Letheobia debilis (Joger, 1990)
- Letheobia episcopus (Franzen & Wallach, 2002)
- Letheobia erythraea (Scortecci, 1928)
- Letheobia feae (Boulenger, 1906)
- Letheobia gracilis (Sternfeld, 1910)
- Letheobia graueri (Sternfeld, 1912)
- Letheobia jubana Broadley & Wallach, 2007
- Letheobia kibarae (De Witte, 1953)
- Letheobia largeni Broadley & Wallach, 2007
- Letheobia leucosticta (Boulenger, 1898)
- Letheobia lumbriciformis (Peters, 1874)
- Letheobia mbeerensis Malonza, Bauer & Ngwava, 2016
- Letheobia newtoni (Bocage, 1890)
- Letheobia pallida Cope, 1868
- Letheobia pauwelsi Wallach, 2005
- Letheobia pembana Broadley & Wallach, 2007
- Letheobia praeocularis (Stejneger, 1894)
- Letheobia rufescens (Chabanaud, 1916)
- Letheobia simonii (Boettger, 1879)
- Letheobia somalica (Boulenger, 1895)
- Letheobia stejnegeri (Loveridge, 1931)
- Letheobia sudanensis (Schmidt, 1923)
- Letheobia swahilica Broadley & Wallach, 2007
- Letheobia toritensis Broadley & Wallach, 2007
- Letheobia uluguruensis (Barbour & Loveridge, 1928)
- Letheobia wittei (Roux-Estève, 1974)